# David Obua
David Obua   (Kampala, 10 d'abril de 1984) és un exfutbolista ugandès de la dècada de 2000.
Fou internacional amb la selecció de futbol d'Uganda.
Pel que fa a clubs, destacà a Express Football Club, Kaizer Chiefs i Heart of Midlothian FC.
El setembre de 2018 fou nomenat entrenador assistent de Maroons FC.
És fill del també futbolista Denis Obua.